# 퓰리처상 국제 보도 부문
퓰리처상 국제 보도 부문(Pulitzer Prize for International Reporting)은 미국의 시상식인 퓰리처상의 14개 저널리즘 분야 중의 하나이다.

## 수상 내역
- 1990년 뉴욕 타임스
- 1991년 뉴욕 타임스, 워싱턴 포스트
- 1992년 롱아일랜드 뉴스데이: 미국의 전장 전술과 "아군"사건의 새로운 정보를 공개 전쟁이 끝난 후 실시 페르시아 걸프 전쟁에 대한 보고
- 1993년 롱아일랜드 뉴스데이, 뉴욕 타임스
- 1994년 댈러스모닝뉴스
- 1995년 마크 프리츠(프리랜서 기자)
- 1996년 크리스천 사이언스 모니터
- 1997년 뉴욕 타임스
- 1998년 뉴욕 타임스
- 1999년 월 스트리트 저널
- 2000년 마을소리
- 2001년 월 스트리트 저널, 시카고 트리뷴
- 2002년 뉴욕 타임스
- 2003년 워싱턴 포스트: 멕시코 재판제도의 문제점을 폭로한 기사
- 2004년 워싱턴 포스트
- 2005년 LA 타임스, 롱아일랜드 뉴스데이
- 2006년 뉴욕 타임스
- 2007년 월 스트리트 저널
- 2008년 워싱턴 포스트
- 2009년 뉴욕 타임스
- 2010년 워싱턴 포스트
- 2011년 뉴욕 타임스
- 2012년 뉴욕 타임스
- 2013년 뉴욕 타임스
- 2014년 로이터통신
- 2015년 뉴욕 타임스: 에볼라 참사 보도